# Крутое (Кораблинский район)
Крутое — населённый пункт, входящий в состав Яблоневского сельского поселения Кораблинского района Рязанской области.
Находится в 15 километрах от райцентра. В километре от Крутого проходит автотрасса Р-127 «Пехлец-Кораблино-Скопин», от которой имеет асфальтированный подъезд.
Деревня состоит из 10 домов.

## Топонимика
Деревня названа либо по речке Крутец, либо в основе названия определение крутой (берег, подъём). Деревня находится в районе оврага.

## История
В платежных книгах Пехлецкого стана 1594–1597 годов упоминается деревня Крутая. В источниках середины XIX века рядом с ней указана деревня Алабино, в которой ранее жил однодворец Алабин. 
На рубеже XIX–XX веков деревни соединились, и селение стало называться Крутое, Алабино тож.
В 1626 году Иван Полубояринов получил в Пехлецком стане поместный оклад «в пустоши Крутой на крутом враге».
В книгах Ряжских писцов письма и межеванья 1639 года в этом районе Пехлецкого стана записана речка Крутец. На карте 1960 года рядом с деревней указан лоск. Возможно, в более отдаленные времена этот лоск являлся той самой речкой Крутец.

## Население
| 2010 |
| ---- |
| 15   |